# El apuntamiento
El apuntamiento es una novela del escritor chileno Luis Rivano, publicada en 1967 y que aborda la carrera delictual de Vinizio Zaneti, un personaje gay que se desenvuelve en el mundo nocturno de Santiago de Chile junto a prostitutas, homosexuales, delincuentes comunes y policías.

## Sinopsis
El título de la novela hace referencia a la denominación que recibe en coa la coima que paga un delincuente a los policías para que le permitan realizar ilícitos de manera tranquila. El apuntamiento narra la historia de Vinizio Zaneti, alias «El Italiano», que debe enfrentar la pobreza desde su infancia y, luego de descubrir su homosexualidad, decide dedicarse a la prostitución desde su juventud, convirtiéndose en «mostacero» —término utilizado en la época— y a la vez en delincuente, participando de robos y asaltos. Durante su historia aparecen personajes como las prostitutas Nancy, Gilda y Clemencia, con quienes Vinizio se relaciona, y el policía Castillo, quien le cobra a «El Italiano» el mencionado apuntamiento.
Durante el desarrollo de la trama se describen varios puntos de encuentro de homosexuales en las décadas de 1950 y 1960, como por ejemplo el restaurante «Il Bosco» —que aparece en la portada del libro—, los juegos Diana —ubicados en aquel entonces en un sitio contiguo a la iglesia de San Francisco—, la calle Estado y el cerro Santa Lucía, entre otros. La novela finaliza con el asesinato de un cliente homosexual por parte de «El Italiano».

## Recepción
Luis Rivano señala que El apuntamiento ha sido «una de las mejores obras que he escrito». La revista Aquí Está la describe como una obra «cruda, descarnada, sin eufemismos y con un contenido social que nadie podría negar», mientras que Hernán del Solar menciona que es una obra «honradamente realizada, en la que se afirma una incuestionable capacidad de narrador que respeta su sentido realista de la novela».
Fernando Uriarte, crítico literario del diario La Nación, señala que el protagonista de El apuntamiento «soslayando flaquezas y cinismos, resulta verdadero en la medida de esa voluntar de autoengaño que le permite eludirse para continuar en la derrota interminable», a la vez que menciona que Rivano «ha querido mostrar una lacra, una vida abyecta, con la minuciosidad propia de un teratólogo», finalizando en su reseña explicando que el libro «alienta una lección moral».